# Vicenç, Sabina i Cristeta
Vicenç, Sabina i Cristeta van ser tres germans hispanoromans que van morir màrtirs al començament del segle iv. Són venerats com a sants per l'Església catòlica, especialment a Àvila, on van morir.

## Vida

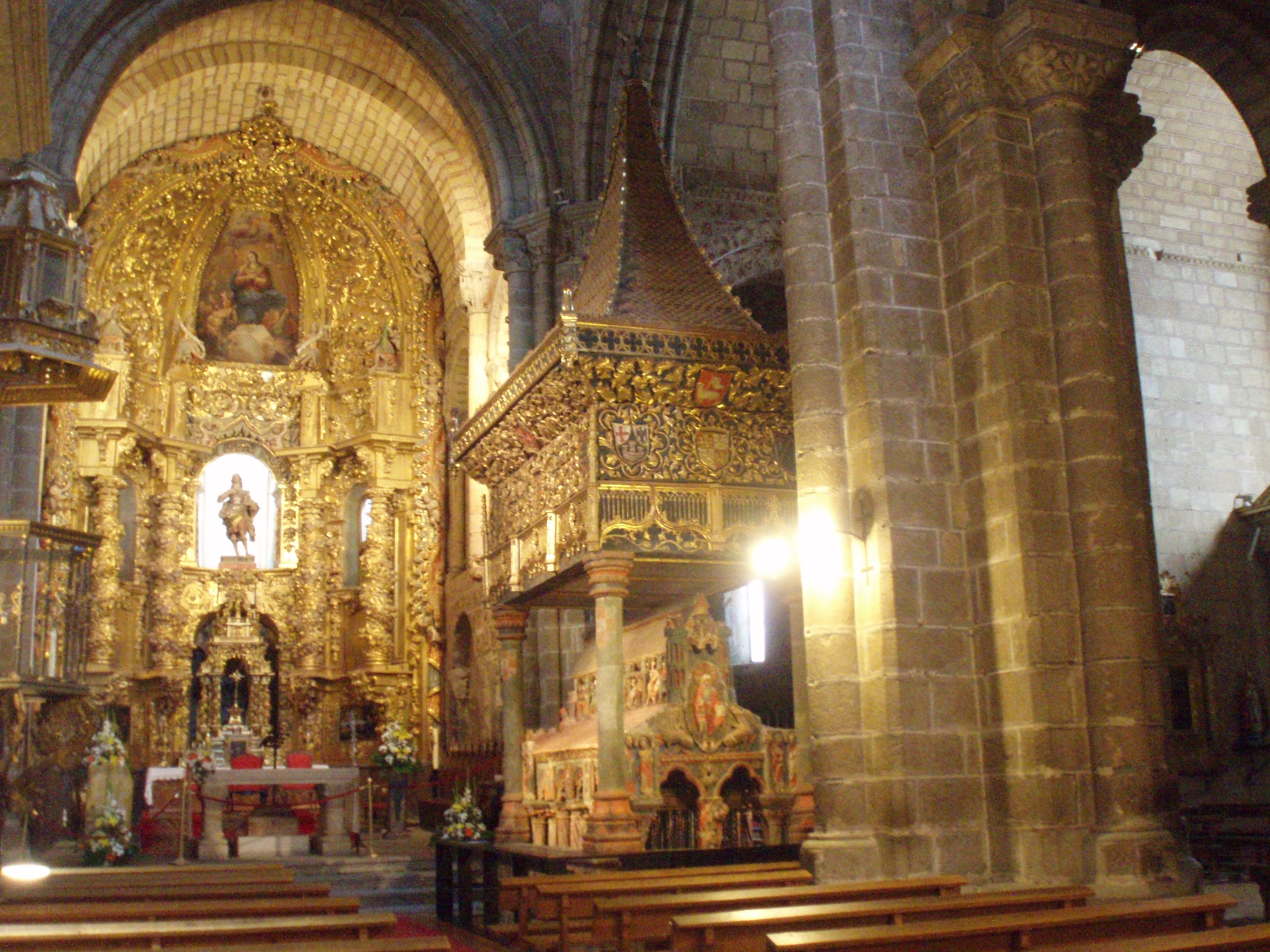
Cenotafi dels sants, ca. 1175, i altar major, s. XVIII, a S. Vicente d'Àvila.

Havien nascut a Talavera de la Reina (Toledo). En morir els seus pares, Vicenç, el fill major, se'n fa càrrec de les seves germanes. Educats en el cristianisme, els tres nois hi són coneguts per la seva bondat i la seva dedicació al proïsme.
En començar la persecució dels cristians decretada per l'emperador Dioclecià, Dacià és el pretor que la dirigirà a la Hispània. En arribar a Toledo, fa buscar els cristians de la zona i fa detenir Vicenç. És amenaçat, però el noi no vol renunciar a la seva fe i és condemnat a mort.
Mentre és a la presó, el visiten les seves dues germanes, que el convencen que escapi, ja que, si no, elles quedaran orfes i sense cap protecció. Escapen i arriben fins a Àvila, on són trobats pels soldats i són executats l'any 304.

### Llegenda del jueu
Una llegenda posterior deia que van ser trobats per la delació d'un jueu que, mentre presenciava el martiri dels germans, se'n burlava. Una gran serp el va envoltar i va començar a asfixiar-lo i el jueu, veient que era un càstig per la seva actitud, se'n va penedir. La serp va marxar i el jueu es va convertir al cristianisme, enterrant els tres màrtirs i aixecant un temple sobre el seu enterrament.

## Veneració
La tradició diu que els cossos foren dipositats en un forat de la roca, sobre la qual s'edificà després una capella i l'actual Basílica de San Vicente, a Àvila. L'any 1062 van traslladar-se'n les restes al monestir de San Pedro de Arlanza (Burgos), per tal d'assegurar-los davant de l'avanç dels musulmans. Van tornar a Àvila en 1175, on s'havia edificat una nova església, l'actual basílica romànica, i es van instal·lar en un gran sepulcre esculpit en marbre policromat, una de les grans obres de l'escultura romànica castellana. Hi foren fins al 1835, quan van passar a la Colegiata de San Cosme y San Damián de Covarrubias, després a la Capilla de las Reliquias de la catedral de Burgos i, finalment, al lloc on havien estat primer: la basílica d'Àvila, dintre d'unes urnes a l'altar major.

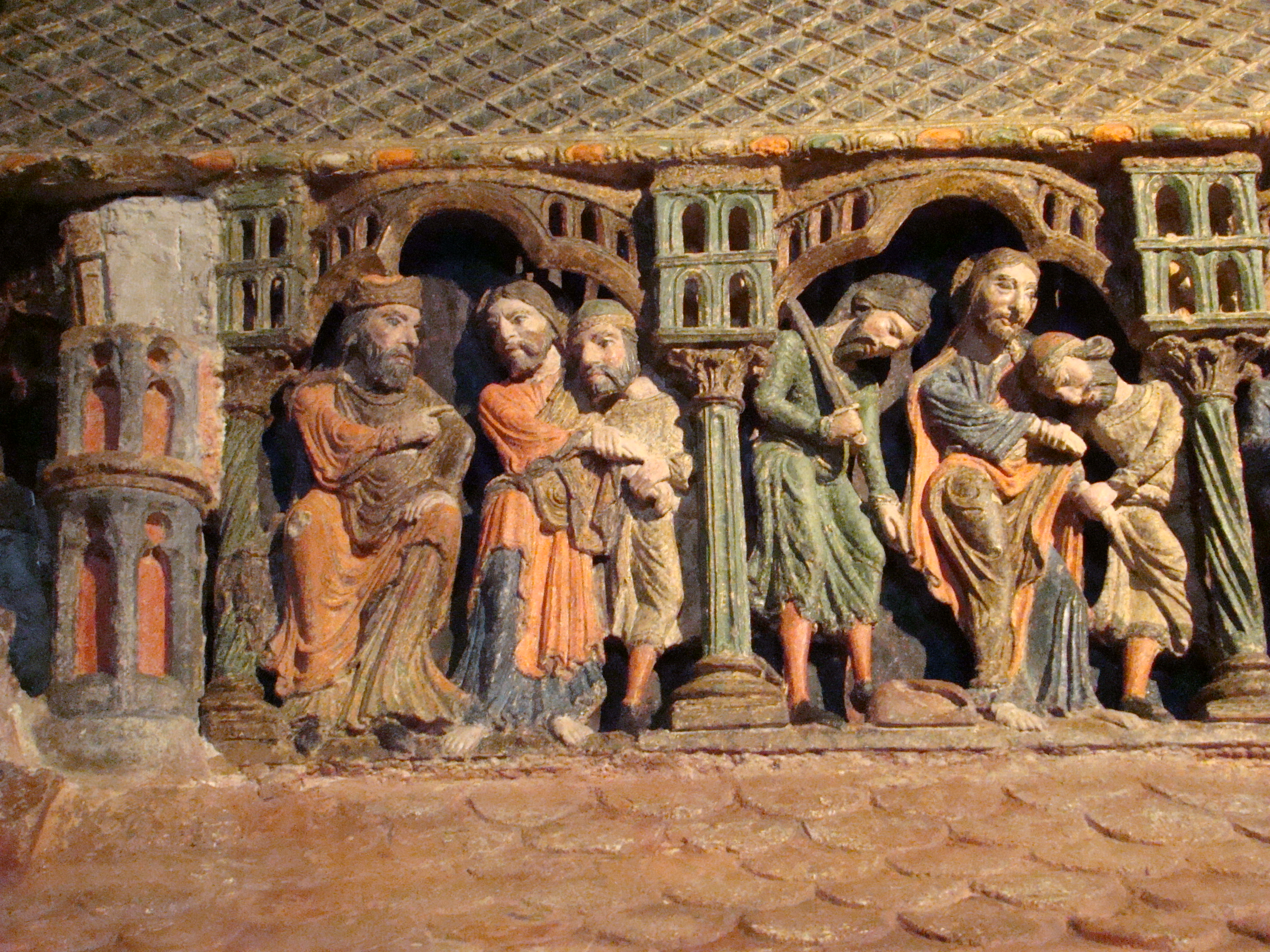
Vicenç lligat davant de Dacià; l'empremta del peu de la segona escena simbolitza la seva fe cristiana.
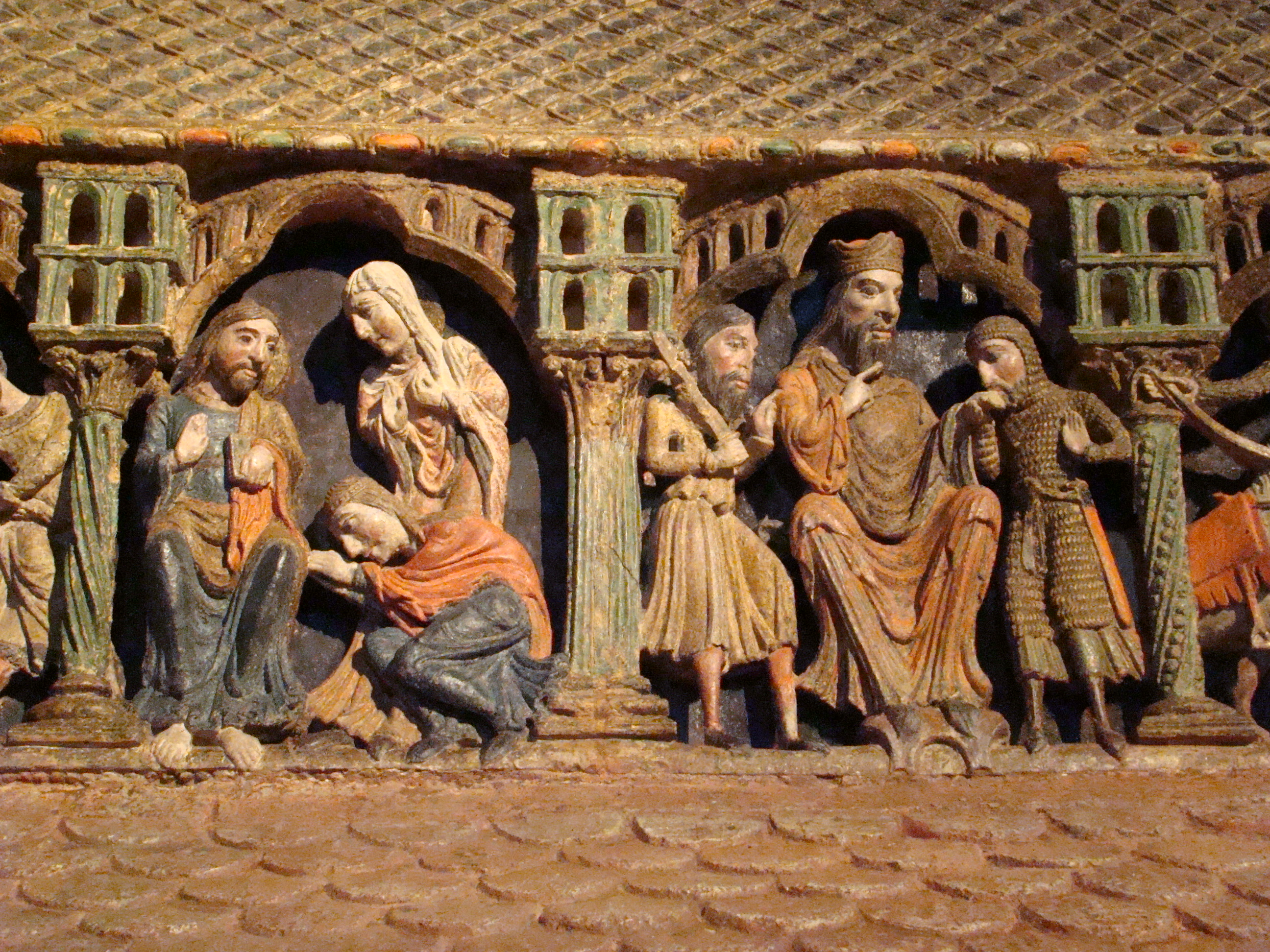
Les dues germanes el visiten a la presó; Dacià ordena la persecució dels germans que han fugit.
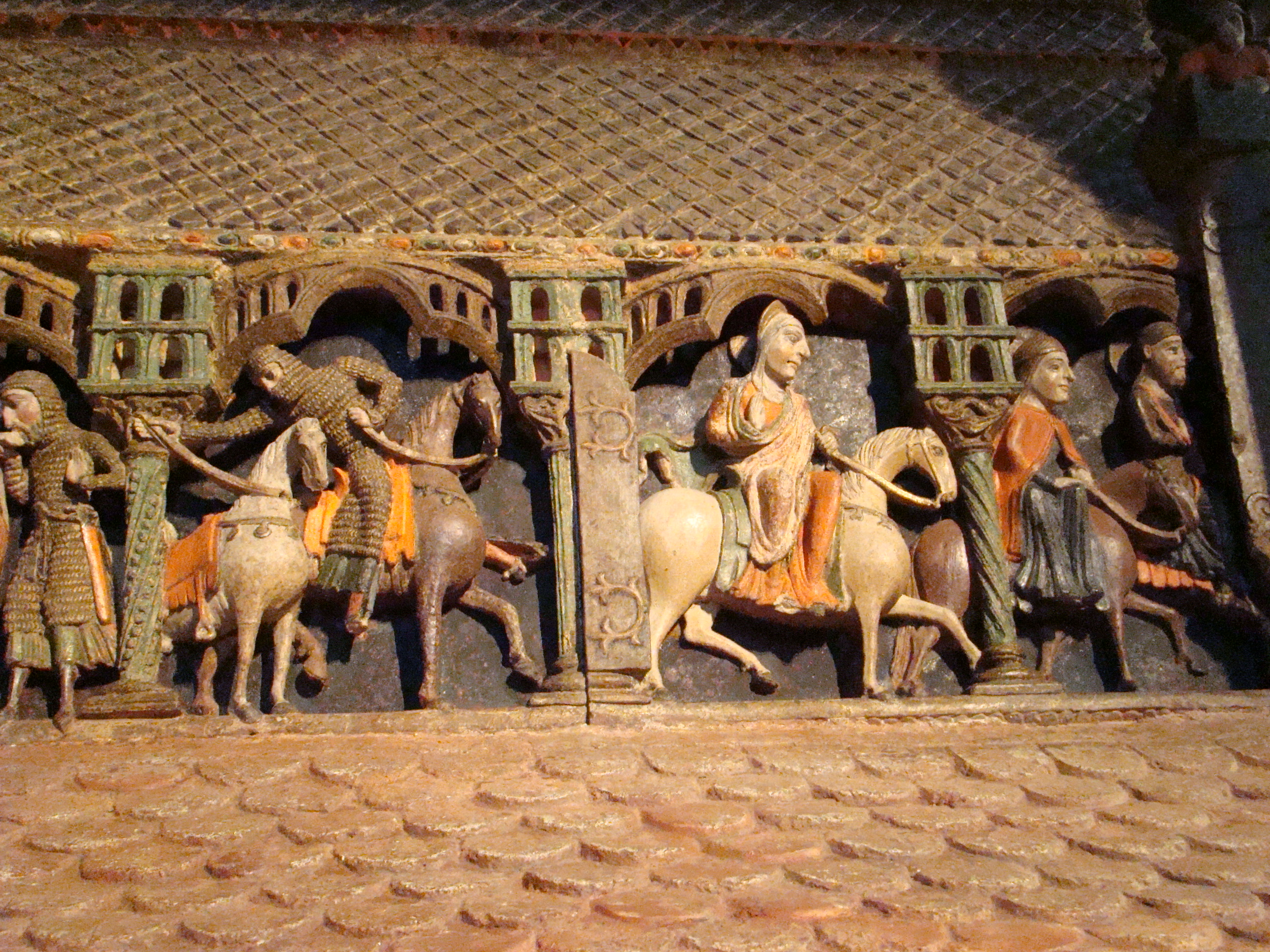
Un soldat dona a l'altre les regnes del cavall; els tres germans fugen a cavall.
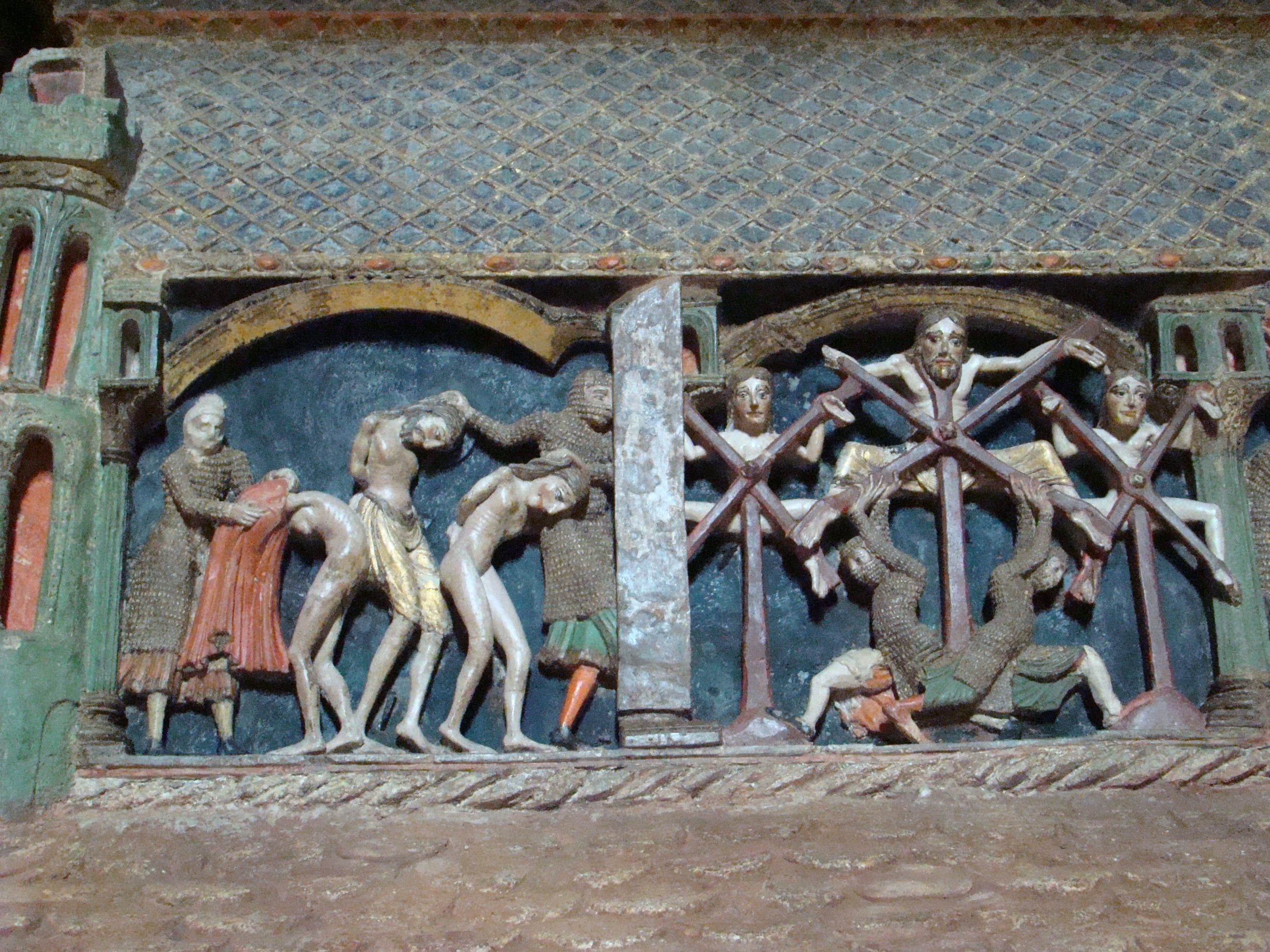
Els botxins despullen els germans; martiri.
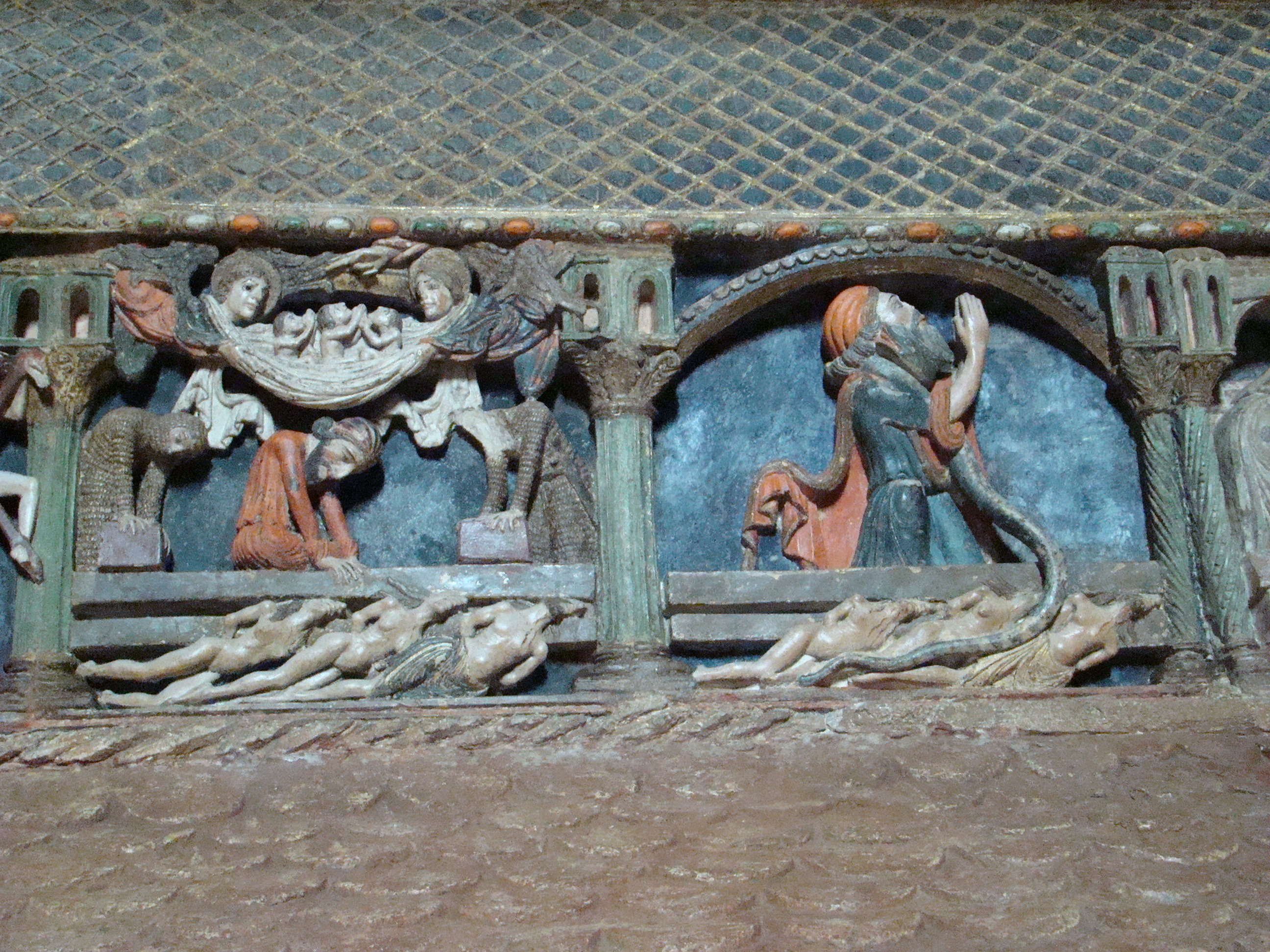
Els àngels porten l'ànima dels nens al cel; càstig del jueu amb una serp.
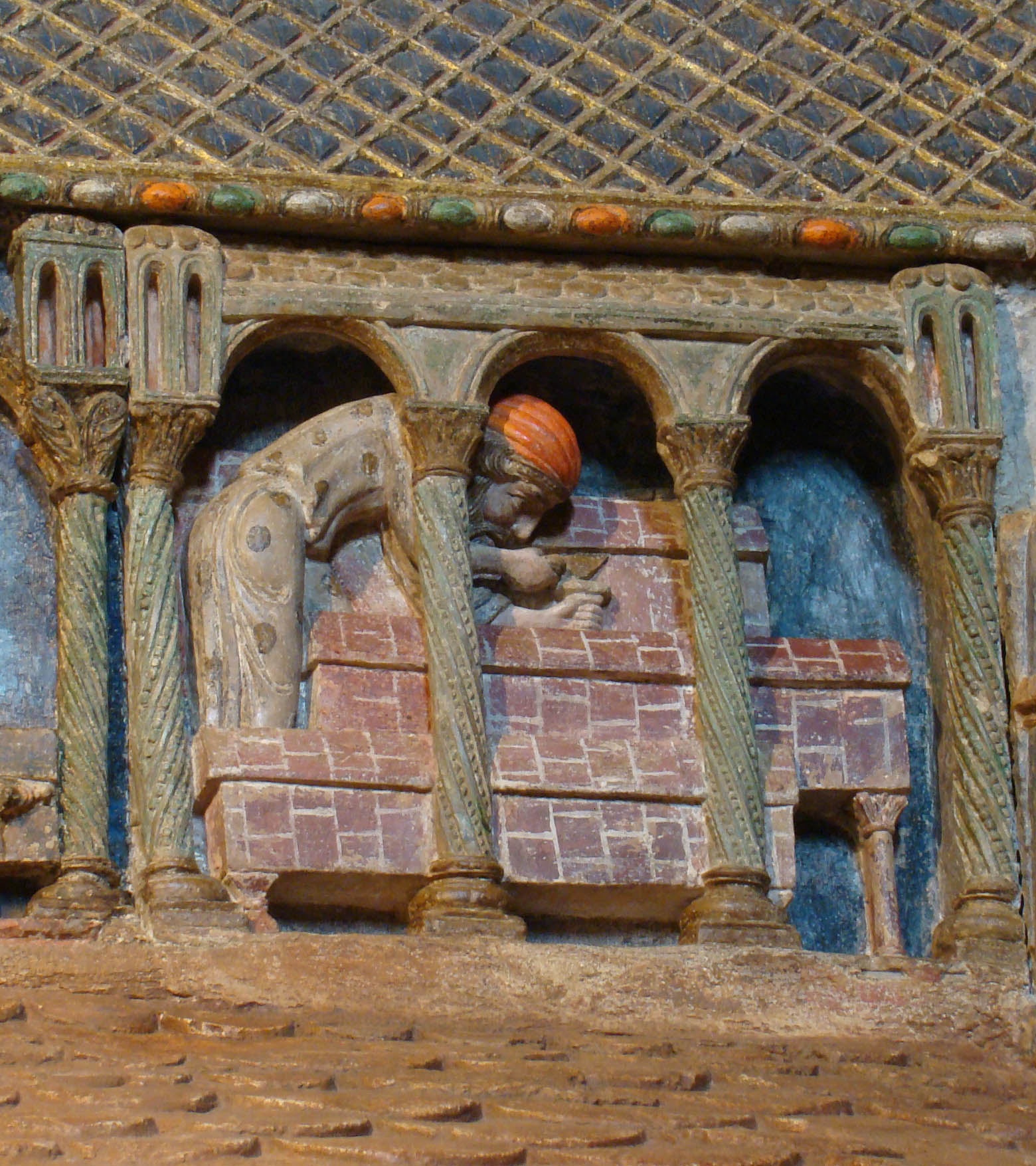
El jueu fa aixecar un temple per a enterrar-hi els cossos dels germans.

### Culte a Àger
Santa Sabina fou patrona de l’arxiprestat d'Àger des que al segle XI van arribar-ne part de les relíquies a la col·legiata de Sant Pere. Arnau Mir de Tost les hi va portar en tornar d'un pelegrinatge a Compostela. Les relíquies eren en una urna de banús del segle xvi, amb relleus, fins que desaparegueren durant la Guerra del Francès.